# Roque Joaquín de Alcubierre
Roque Joaquín (de) Alcubierre, auch Rocque Joaquín (de) Alcubierre oder kurz Rocco de Alcubierre (* 16. August (Geburt oder Taufe) 1702 in Saragossa; † 14. März 1780 in Neapel) war ein spanischer  Offizier und Archäologiepionier.

## Leben
Roque Joaquín de Alcubierre machte zunächst Karriere beim spanischen Militär und stand im Dienst des Grafen von Burette. Zum Ende seiner Karriere in Spanien war er Assistent des Ingenieurs Cobos. Als dieser 1734 von Spanien nach Italien ging, folgte ihm Alcubierre. Im mit Spanien eng verbundenen Königreich Neapel brachte er es als Ingenieuroffizier zum Rang eines Hauptmanns. Als er 1738 bei der Errichtung eines Palastes für Karl III. in Portici auf antike Artefakte stieß, begann er sich mit diesen zu beschäftigen. Auf die Anregung seines Freundes, des Chirurgen Giovanni de Angelis, konnte er Karl III. für die Idee von gezielten Ausgrabungen antiker Kunst begeistern. Im Herbst 1738 begann er mit zwei oder drei Arbeitern mit der Ausgrabung der Ruinenstätte von Herculaneum.
In Herculaneum betätigte sich Alcubierre mehr als Schatzsucher denn als Ausgräber. Mit seinen Arbeitern suchte er gezielt nach repräsentativen Funden wie Skulpturen, Münzen oder Fresken. Alcubierre interessierte sich persönlich nur für die Skulpturen. Bei der Ausgrabung des Theaters ging seine beschränkte Sicht so weit, dass er die bronzenen Inschriften des Theaters auf den Müll werfen ließ. Er leitete die Ausgrabungen bis zu ihrer vorübergehenden Einstellung 1745. Eine im Theater gefundene, bronzene Quadriga wurde zu Büsten der bourbonischen Herrscher umgeschmolzen. 
1748 begann Giacopo Martorelli unter der Oberaufsicht Alcubierres mit der Ausgrabung in Pompeji:

„Um diese Zeit führte der Zufall einen Obersten des Ingenieurcorps, Rocco Alcubierre, in die Nähe von Jorre Annunziata, wo er den Canal, welcher dem Pulvermagazine Wasser zuführte, zu besichtigen hatte; dort erfuhr er vom Aufseher, daß man bei Civita, einem nahe gelegenen Orte, mehrere Bildsäulen nebst anderen Ueberresten einer zertrümmerten Stadt aufgefunden habe. Der Oberst kam gleich bei dem damals regierenden Könige, Karl III. (der erste der Bourbonischen Regenten im Königreich Neapel) um die Erlaubniß ein, bei Civita und einem anstoßenden Orte, Gragnano genannt, Nachgrabungen anzustellen. Das große Werk wurde am 30. März 1748 begonnen und das erste Resultat brachte ein wohlerhaltenes Gemälde zum Vorschein, Früchte und Blumen vorstellend, die einen kräftigen Männerkopf umschatteten. Der köstliche Fund wurde sogleich herausgeschnitten und im Triumphe davongetragen. Die strengen Maßregeln, welche bei den Ausgrabungen befolgt wurden, hatten keinen anderen Zweck, als möglichen Entwendungen vorzubeugen, und die übertriebene Vorsicht, mit welcher man dabei zu Werke ging, zeugt von dem vorherrschenden Interesse, welches die erste Entdeckung hervorgerufen hatte. Nach allen Richtungen hin wurde die Erde durchwühlt, und sobald man irgend einen Gegenstand gefunden[,] wurde derselbe ausgegraben und die Stelle wieder mit Schut[t] überdeckt; stieß man aber auf ein Gebäude, so wurden die Marmorplatten, Erzfiguren
und Aufschriften herausgenommen und da[s] Uebrige wieder mit Asche verschüttet; bei Gemälden, die einige[n] Werth hatten, wurde in derselben Weise verfahren; im entgegengesetzten Falle aber zerstückelte man, aus kleinlicher Mißgunst sowohl das Bild, wie die Einprägung desselben, um jede später Nachlese zu verhindern. So war denn die vielfach bedrohte, durch den Vulkan so sorgfältig beschützte Stadt wieder in Gefahr, vo[n] Menschenhänden zerstört zu werden.“

Obwohl einige interessante Funde gemacht wurden, verlor Alcubierre schnell das Interesse an Pompeji, das er auch fälschlicherweise für Stabiae hielt, beendete die Ausgrabungen nach kurzer Zeit wieder und wandte sich danach wieder Herculaneum zu. Ab 1755 wurden auch wieder Ausgrabungen in Pompeji durchgeführt. Die wissenschaftlichen Arbeiten wie die Führung des Grabungstagebuches oder die Anfertigung von Zeichnungen überließ Alcubierre seinen beiden Assistenten Karl Weber (bis 1764) und Francesco La Vega (ab 1764). Dank der beiden geriet Alcubierres Wirken nicht gänzlich zur Katastrophe.
Alcubierres beschränkte Sicht der Dinge und seine rabiaten Methoden, die viel zerstörten, zogen schon zu seiner Zeit viel Kritik auf sich. Einer seiner großen Kritiker war beispielsweise der Begründer der modernen Archäologie, Johann Joachim Winckelmann. In seinen Sendschreiben von den Herculaneischen Entdeckungen ließ Winckelmann nach seinem Besuch der Grabungsstätte 1758 kein gutes Haar an de Alcubierre und lobte einzig dessen Assistenten Weber, ohne den seiner Meinung nach die Lage der Ausgrabungen am Vesuv viel katastrophaler wäre. Aus Neid auf Webers Können und Reputation behinderte Alcubierre diesen bei der Arbeit, wo er nur konnte. Trotzdem war er zumindest formell bis zu seinem Tod 1780 Leiter der Ausgrabungen der Vesuvstädte.